# Metformin
Metformín je peroralno zdravilo za zdravljenje sladkorne bolezni iz skupine bigvanidov. Velja za zdravilo izbora za zdravljenje sladkorne bolezni tipa 2, zlasti pri bolnikih s prekomerno telesno maso. Uporaba metformina namreč ni povezana s pridobivanjem telesne mase. Uporablja se tudi za zdravljenje sindroma policističnih jajčnikov. Na tržišču je pod raznimi tržnimi imeni, med drugim kot Glucophage.
Metformin bolniki na splošno dobro prenašajo. Pogosti neželeni učinki vključujejo drisko, slabost in bolečino v trebuhu. Ob uporabi metformina je tveganje za pojav hipoglikemije (prenizke ravni krvnega sladkorja) majhno. Pri neustrezni uporabi ali uporabi prevelikih odmekov obstaja tveganje za laktično acidozo. Ne sme se uporabljati pri bolnikih s hujšo okvaro  delovanja jeter ali ledvic. Pri uporabi med nosečnostjo ni znanega tveganja, vendar se pa nasplošno pri nosečnostni sladkorni bolezni priporoča inzulin. Kot učinkovina iz skupine bigvanidov deluje tako, da znižuje proizvodnjo glukoze v jetrih in poveča občutljivost tkiv za inzulin.
Metformin so odkrili leta 1922. V 50-ih letih dvajsetega stoletja je uporabo pri ljudeh začel raziskovati francoski zdravnik Jean Sterne. Kot zdravilo so ga v Franciji začeli uporabljati leta 1957.
Uvrščen je na seznam osnovnih zdravil Svetovne zdravstvene organizacije, torej med najpomembnejša učinkovita in varna zdravila, potrebna za normalno zagotavljanje zdravstvene oskrbe. Na tržišču je že tudi v obliki večizvornih (generičnih) zdravil. Je najpogosteje predpisovano zdravilo za zdravljenje sladkorne bolezni.

## Klinična uporaba
Glede na slovenske in tuje smernice je metformin ob upoštevanju nefarmakoloških ukrepov zdravilo izbora pri zdravljenju sladkorne bolezni tipa 2. Uporablja se tudi kot dodatek inzulinu pri zdravljenju bolnikov s sladkorno boleznijo tipa 1, samostojno pa tudi pri nekaterih drugih stanj insulinske rezistence, npr. pri sindromu policističnih jajčnikov.

### Sladkorna bolezen tipa 1
Meformin ni uradno odobren za uporabo pri sladkorni bolezni tipa 1, vendar se v nekaterih primerih uporablja v kombinaciji z inzulinom, zlasti pri bolnikih s prekomerno telesno maso za izboljšanje glikemičnega nadzora ob zmanjšanih odmerkih inzulina. Podatki iz kliničnih raziskav so omejeni, kažejo pa, da lahko metformin pri zdravljenju sladkorne bolezni tipa 1 pomaga pri uporabi manjših odmerkov inzulina, vendar ob povečanem tveganju za pojav hipoglikemije.

### Sindrom policističnih jajčnikov
Metformin se uporablja pri zdravljenju sindroma policističnih jajčnikov, vendar gre za nenamensko uporabo. Vzrok sindroma policističnih jajčnikov je neodzivnost na inzulin, ki privede v hiperinzulinemijo (zvišano plazemsko koncentracijo insulina), ta pa vodi v hiperandrogenizem. Pri  ženskah  s  sindromom policističnih jajčnikov metformin  zveča  verjetnost  za  ovulacijo,  verjetno  zaradi  zmanjšanja koncentracije inzulina v krvi in zato zaradi zmanjšanja njegovih učinkov na biosintezo  androgenov  v  jajčnikih, na  proliferacijo  celic  teke  in  na  rast  endometrija.  Najverjetneje  metformin  tudi  neposredno  zavira glukoneogenezo v jajčnikih in tudi na ta  način  prispeva  k  zmanjšanju  biosinteze  androgenov v jajčnikih.

## Odmerjanje
Običajni začetni odmerek metformina v obliki metforminijevega klorida je 500 mg ali 850 mg dvakrat ali trikrat na dan. Vzame se med obrokom ali po njem. Največji priporočeni dnevni odmerek metforminijevega klorida je 3 g v treh deljenih odmerkih.

## Neželeni učinki
Metformin bolniki na splošno dobro prenašajo. Najpogostejši neželeni učinki zdravila se izražajo predvsem na prebavilih (driska, trebušni krči, slabost, bruhanje, napenjanje). V primerjavi z večino drugih zdravil za zdravljenje sladkorne bolečine so neželeni učinki na prebavilih pri metforminu pogostejši.
Med hujše neželene učinke spada laktična acidoza. Pojavlja se zelo redko in v večini primerov verjetno ni povezana neposredno z metforminom, temveč s sočasnimi boleznimi, kot so motnje delovanja jeter ali ledvic.

## Mehanizem delovanja
Metformin spada med bigvanidne učinkovine za zdravljenje sladkorne bolezni in deluje tako, da znižuje proizvodnjo glukoze v jetrih in poveča občutljivost tkiv za inzulin.  Poveča tudi privzem glukoze v perifernih tkivih, zmanjša oksidacijo maščobnih kislin in zmanjša absorpcijo glukoze iz prebavil. 
Čeravno je v klinični uporabi že več kot pol stoletja, natančni mehanizmi njegovega delovanja še vedno niso popolnoma raziskani. Obstajajo dokazi, da vpliva na zaviranje kompleksa I v dihalni verigi, aktivira od AMP odvisno protein-kinazo (AMPK), zavira z glukagonom spodbujeno povečanje koncentracije cikličnega AMP (cAMP) in sledečo aktivacijo protein-kinaze A ter vpliva na presnovo črevesne mikrobiote.